# Mario Manningham
Mario Cashmere Manningham (geboren am 25. Mai 1986 in Warren, Ohio) ist ein ehemaliger US-amerikanischer American-Football-Spieler auf der Position des Wide Receivers. Er spielte sechs Saisons in der National Football League (NFL) für die New York Giants und die San Francisco 49ers. Manningham gewann mit den Giants den Super Bowl XLVI und erlangte Bekanntheit durch seinen Catch für 38 Yards Raumgewinn im spielentscheidenden Drive.

## College
Manningham ging auf die Warren G. Harding High School in Warren, Ohio. Ab 2005 besuchte er die University of Michigan und spielte drei Jahre lang College Football für die Michigan Wolverines. Nach 27 Catches für 433 Yards und sechs Touchdowns als Freshman war Manningham ab 2006 Stammspieler. Er verpasste als Sophomore drei Partien wegen einer Operation am Knie und kam in zehn Spielen auf 38 gefangene Pässe für 703 Yards und neun Touchdowns. In seinem letzten College-Jahr fing Manningham 72 Pässe für 1174 Yards und 12 Touchdowns. Sowohl 2006 als auch 2007 wurde Manningham in das All-Star-Team der Big Ten Conference gewählt.

## NFL
Da Manningham in seiner College-Zeit zweimal positiv auf Marihuana getestet worden war und in dies NFL-Teams gegenüber zunächst verschwiegen hatte und beim Wonderlic-Test mit sechs von 50 Punkten auf einen deutlich unterdurchschnittlichen Wert kam, wurde er im NFL Draft 2008 später ausgewählt, als sein sportliches Talent dies erwarten ließ. Die New York Giants wählten Manningham schließlich in der dritten Runde an 95. Stelle. Wegen einer Oberschenkelverletzung konnte er am Großteil der Saisonvorbereitung für 2008 nicht teilnehmen. Manningham fing als Rookie lediglich vier Pässe und stand in sieben Spielen auf dem Feld. In seiner zweiten NFL-Saison nahm er eine deutlich größere Rolle ein und kam in 14 Partien zum Einsatz, davon zehnmal als Starter. Er fing 57 Pässe für 822 Yards and fünf Touchdowns. Seine beste Saison spielte er 2010, als er 60 Catches für 944 Yards und neun Touchdowns verbuchen konnte. Dabei gelangen ihm als erstem Receiver der Giants seit Homer Jones 1968 drei aufeinanderfolgende Spiele mit über 100 Yards Raumgewinn. In der Spielzeit 2011 fing er in der Regular Season 39 Pässe für 523 Yards, vier Spiele verpasste er wegen einer Knieverletzung. Allerdings spielte Manningham vor allem in den Play-offs eine entscheidende Rolle für den Einzug in den Super Bowl XLVI und dessen Gewinn. In vier Spielen der Postseason fing er 13 Pässe für 189 Yards und drei Touchdowns. Im Super Bowl gegen die New England Patriots gelang ihm im vierten Viertel nach Zuspiel von Eli Manning beim Stand von 15:17 an der linken Seitenlinie trotz Deckung durch zwei Verteidiger ein Catch für 38 Yards, mit dem der letztlich spielentscheidende Drive begann. Manningham fing im Super Bowl fünf Pässe für 73 Yards, die Giants gewannen das Spiel mit 21:17.
Dennoch entschlossen die Giants sich dazu, Manningham nach Ablauf seines Rookievertrags nicht zu halten. Er erhielt Vertragsangebote von den San Francisco 49ers sowie den St. Louis Rams und unterschrieb einen Zweijahresvertrag im Wert von 7,375 Millionen US-Dollar in San Francisco. Manningham fing 2012 in zwölf Spielen 42 Pässe für 449 Yards und einen Touchdown. Am vorletzten Spieltag der Regular Season zog er sich im Spiel gegen die Seattle Seahawks einen Kreuzbandriss zu und fiel damit für den Rest der Saison aus. Ohne Manningham erreichten die 49ers den Super Bowl XLVII, der gegen die Baltimore Ravens verloren ging. Wegen seiner Verletzung verpasste Manningham auch die ersten acht Partien der Saison 2013. Er fand nicht zu seiner alten Form zurück und fing in sechs Spielen nur neun Pässe. Nachdem Manningham im vorletzten Spiel der Saison nicht zum Einsatz gekommen war, setzen die 49ers ihn auf die Injured Reserve List.
Im März 2014 kehrte Manningham zu den New York Giants zurück. Allerdings konnte er in der Saisonvorbereitung für 2014 nicht überzeugen, zudem verletzte er sich im letzten Spiel der Preseason an der Wade. Er wurde nicht für den 53-Mann-Kader für die Regular Season berücksichtigt, auf die Injured-Reserve-Liste gesetzt und letztlich am 30. September 2014 entlassen.

### NFL-Statistiken
| 2008                               | New York Giants     | 7  | 0  | 4   | 26   | 6,5  | 11 | 0  | 0 | 0 |
| 2009                               | New York Giants     | 14 | 10 | 57  | 822  | 14,4 | 49 | 5  | 1 | 1 |
| 2010                               | New York Giants     | 16 | 8  | 60  | 944  | 15,7 | 92 | 9  | 1 | 1 |
| 2011                               | New York Giants     | 12 | 10 | 39  | 523  | 13,4 | 47 | 4  | 0 | 0 |
| 2012                               | San Francisco 49ers | 12 | 10 | 42  | 449  | 10,7 | 40 | 1  | 2 | 1 |
| 2013                               | San Francisco 49ers | 6  | 3  | 9   | 85   | 9,4  | 14 | 0  | 0 | 0 |
| Total                              | Total               | 67 | 41 | 211 | 2849 | 13,5 | 92 | 19 | 4 | 3 |
| Quelle: pro-football-reference.com |                     |    |    |     |      |      |    |    |   |   |